# Le Bois-Plage-en-Ré
Le Bois-Plage-en-Ré ist eine Gemeinde mit 2177 Einwohnern (Stand 1. Januar 2022) auf der Île de Ré an der französischen Atlantikküste, der seinen Namen seit 1927 trägt und ein Zusammenschluss der drei ehemaligen selbständigen Weiler Bois, Le Morinand und Rouland ist. Die frühere Bezeichnung Le Bois ist heute ebenfalls noch sehr verbreitet. Es handelt sich um eine Kleinstadt ohne eigenen Hafen an der Südküste der Île de Ré, gegenüber der Küste der Insel Île d’Oléron. Le Bois-Plage-en-Ré ist einer der größeren Orte auf der Insel und verfügt über mehrere Kilometer sehr feinen Sandstrand mit großen Dünen.

## Geschichte
In der Nähe von Bois wurden im 19. Jahrhundert der Menhir de la Pierre qui Vire und der Tumulus Peu Pierroux entdeckt. Bei Ausgrabungen an der Landspitze von Lizay an der Nordküste wurden Keramiken und Werkzeuge aus der Jungsteinzeit sowie Arbeitsgeräte aus der Bronze- und Eisenzeit gefunden. Die Dorfkirche Tous-Les-Saints wurde in den Jahren 1832 bis 1834 als Ersatz eines spätmittelalterlichen Vorgängerbaus errichtet.

## Strände
Die Strände der Kommune Le Bois-Plage-en-Ré erstrecken sich über fünf bis sechs Kilometer.
Von Norden nach Süden tragen sie nacheinander die Bezeichnungen:
- Port au Vin (auch Peu Bernard  oder la Batterie genannt, weil sich an diesem Teilstück noch ein Blockhaus befindet).
- Plage du Petit Sergent
- Les Fontaines
- Les brémaudières
- Bidon V
- Les Gollandières
- Les Seauzes
- Le Pas des Boeufs
- Gros-Jonc
- Les Gouillauds (speziell zum Wellenreiten und bei Westwind zum Surfen)

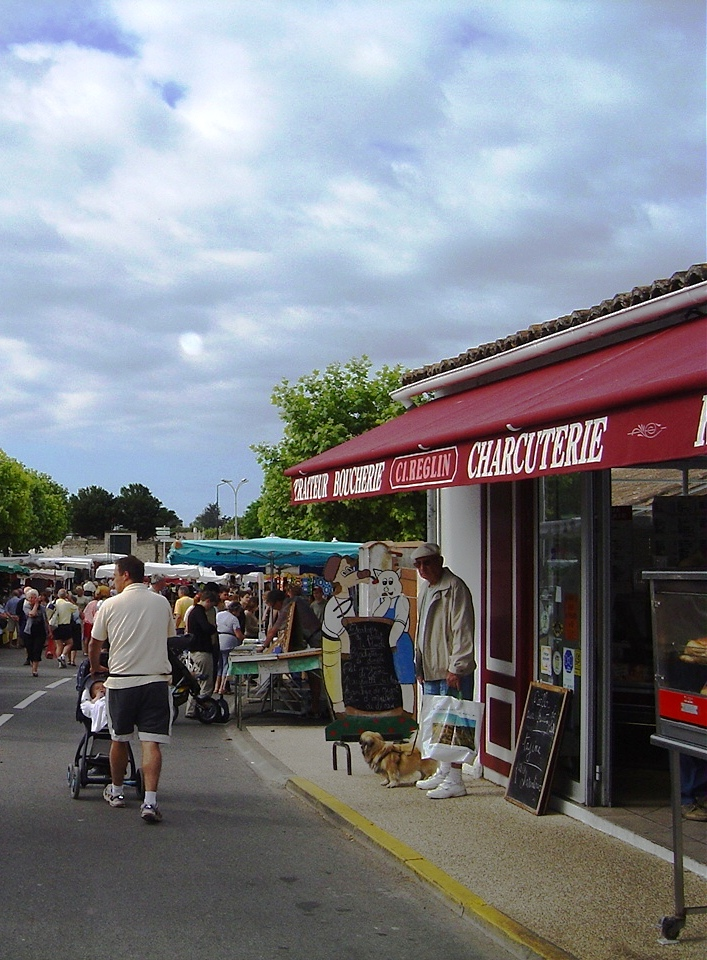
Auf dem Markt von Le Bois
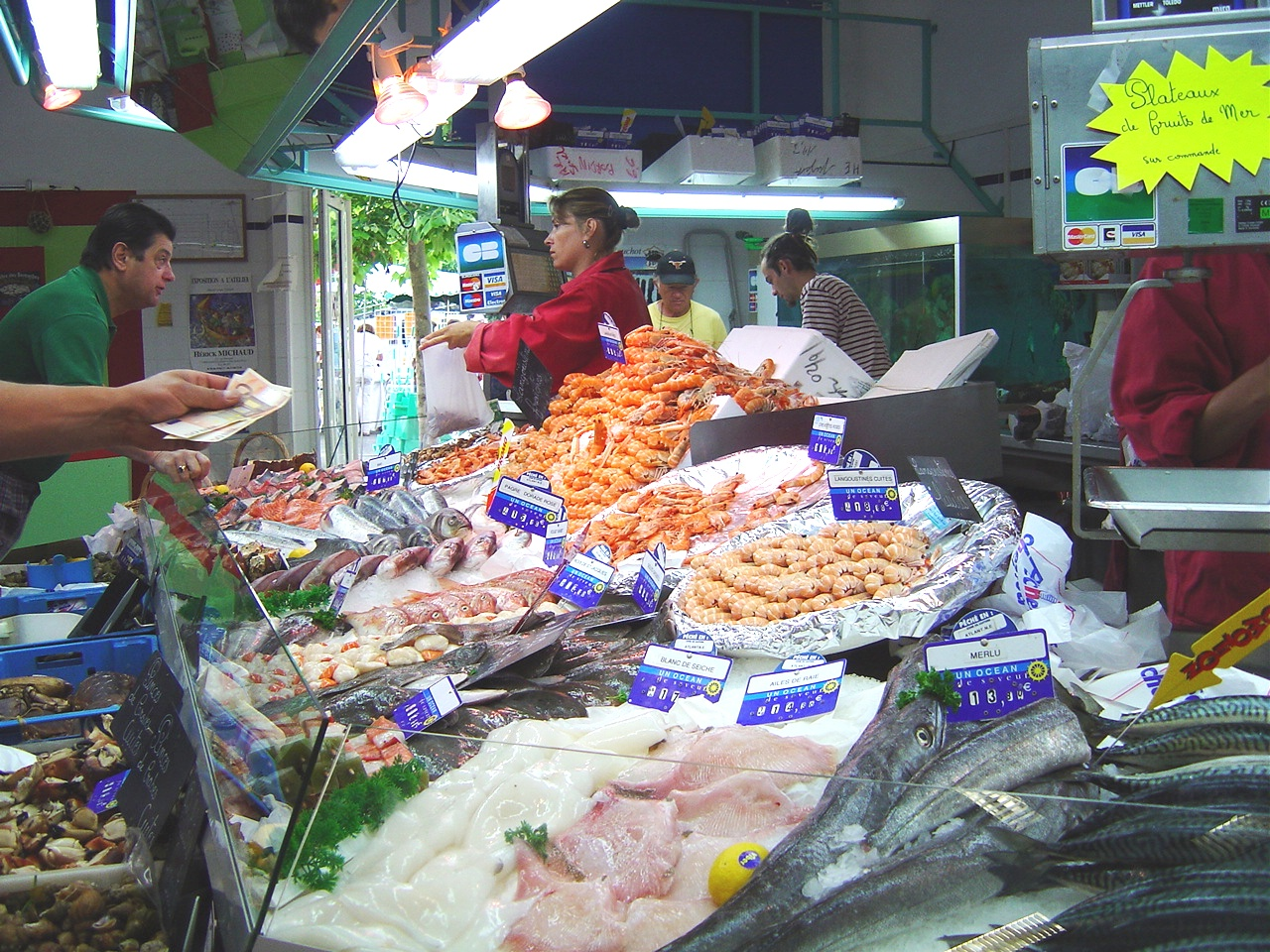
Poissonnerie (Fischhandlung) in Le Bois-Plage
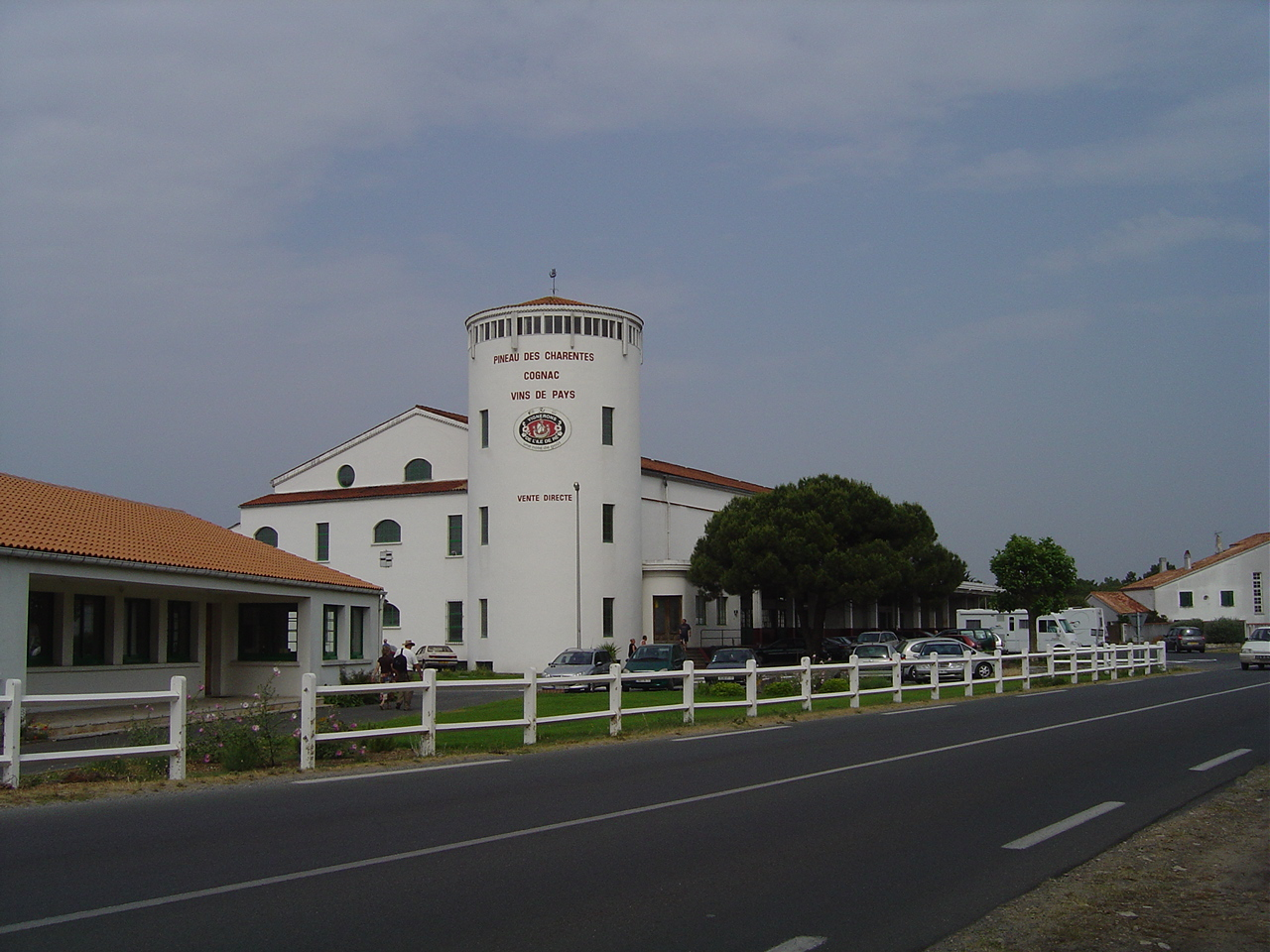
Winzergenossenschaft auf der Île de Ré
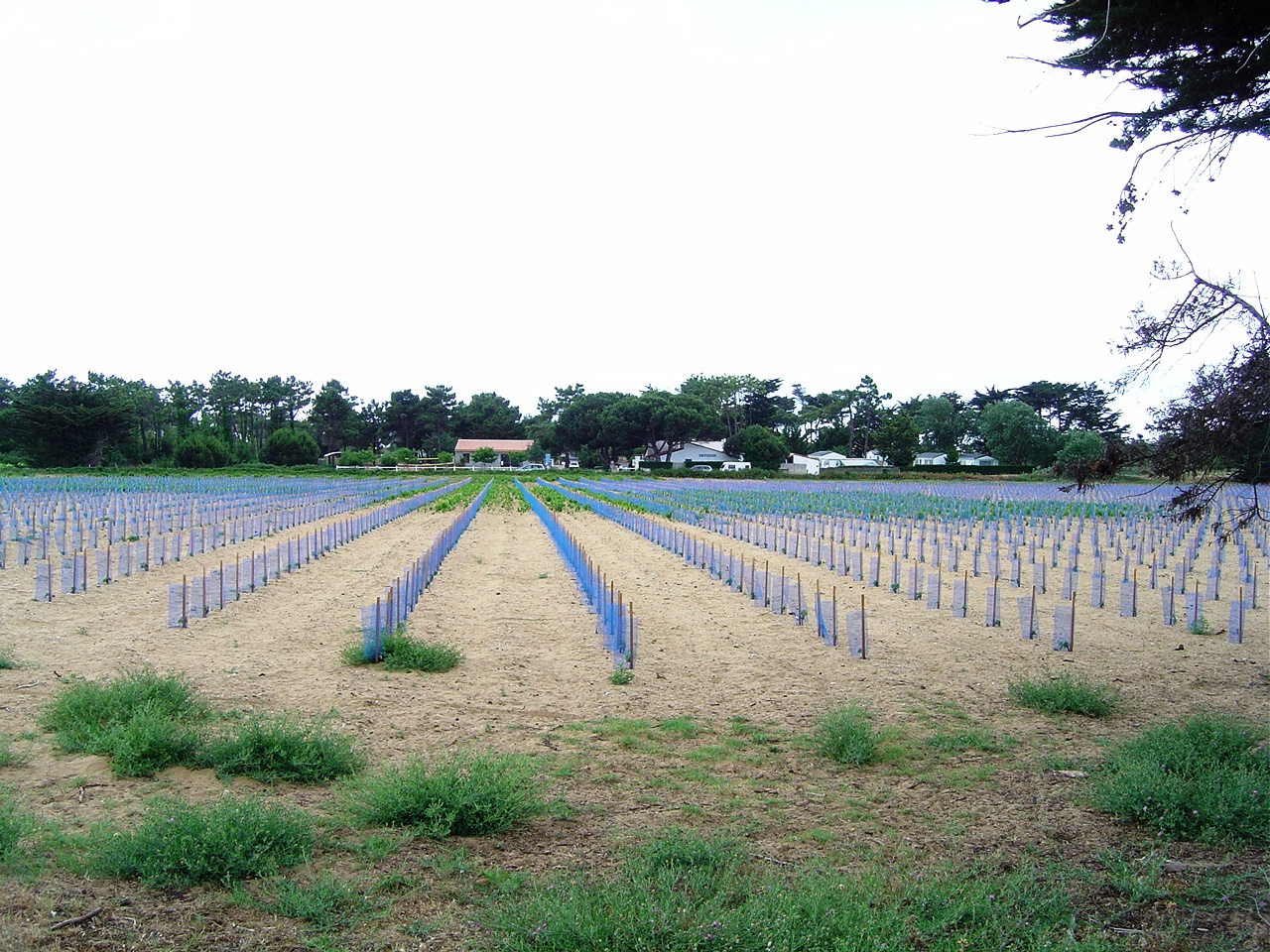
Neuanpflanzung von Wein bei Le Bois-Plage-en-Ré

## Wirtschaft
Wie die meisten Orte der Insel lebt auch dieser im Wesentlichen von:
- Austernzucht, die allerdings ausschließlich an der Nordküste betrieben wird.
- Fischerei
- Tourismus. Es gibt eine größere Anzahl von Hotels und :Campingplätzen.
- Seetourismus und Wassersport.
- Landwirtschaft

es werden überwiegend Kartoffeln, Spargel, Gemüse und Wein angebaut.
Der leichte bis mittelschwere Sandboden erlaubt den Anbau von Kartoffelsorten, die es in Frankreich sonst nicht gibt. Sie sind die einzigen Kartoffeln in ganz Frankreich, die :das Prädikat A.O.C. tragen dürfen. Das Gemüse wird :frankreichweit unter der eigens geschaffenen und geschützten :Herkunftsbezeichnung Île de Ré vermarktet.
- In Le Bois-Plage-en-Ré hat auch die Coopérative vinicole,  die Winzergenossenschaft der Insel ihren Sitz.
- Le Bois-Plage-en-Ré besitzt einen großen, täglich stattfindenden Markt mit der größten Markthalle der Insel.

## Persönlichkeiten
- René Théodore Phelippot war 22 Jahre Gemeinderat und Bürgermeister. Er war Gründer und Sammler eines Museums in seinem Hause. Nach seinem Tode wurden die Exponate von Enest Cognacq aufgekauft, um damit den Fundus des Museums Ernest Cognacq  in Saint-Martin-de-Ré zu begründen.